# توما، هوکایدو
توما، هوکایدو (به لاتین: Tōma, Hokkaido) یک سکونتگاه مسکونی در ژاپن است که در Kamikawa Subprefecture واقع شده‌است.

## خصوصیات
توما ۷٬۵۱۹ نفر جمعیت دارد.